# Apanteles aluella
Apanteles aluella är en stekelart som beskrevs av Nixon 1967. Apanteles aluella ingår i släktet Apanteles och familjen bracksteklar. Inga underarter finns listade i Catalogue of Life.